# Plánované rodičovství
Plánované rodičovství je strategie partnerského páru či ženy v tomto páru, která má vést k omezení role náhody při otěhotnění a k plánování, regulaci a kontrole těhotenství, především co do množství narozených potomků a věku, v němž žena otěhotní. Antonín Pařízek v Knize o těhotenství a dítěti rozlišuje plánované rodičovství pozitivní (rodič plánuje počet svých dětí, dobu jejich narození a aktivně pracuje na otěhotnění) a negativní (snaha zabránit otěhotnění) - druhá podoba splývá s pojmem antikoncepce.